# Fakahotu Corona
La Fakahotu Corona è una struttura geologica della superficie di Venere.